# NGC 2431
NGC 2431 (NGC 2436) é uma galáxia espiral barrada (SBa) localizada na direcção da constelação de Lynx. Possui uma declinação de +53° 04' 32" e uma ascensão recta de 7 horas, 45 minutos e 13,3 segundos.
A galáxia NGC 2431 foi descoberta em 17 de Março de 1790 por William Herschel.